# Lý Tự Trọng

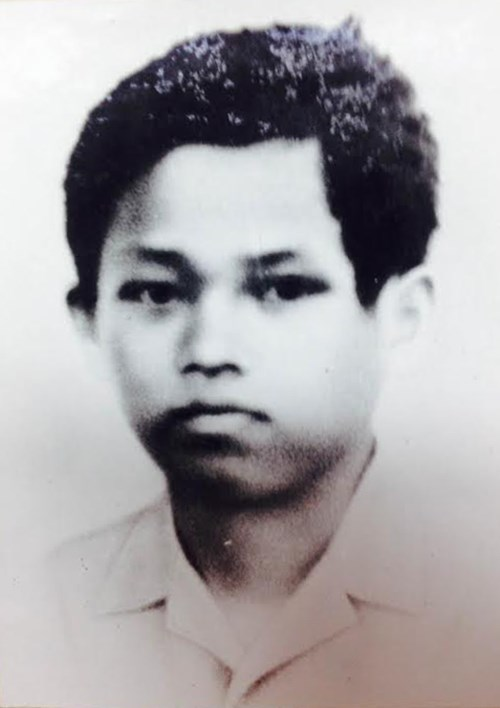
Chân dung của người anh hùng Lý Tự Trọng

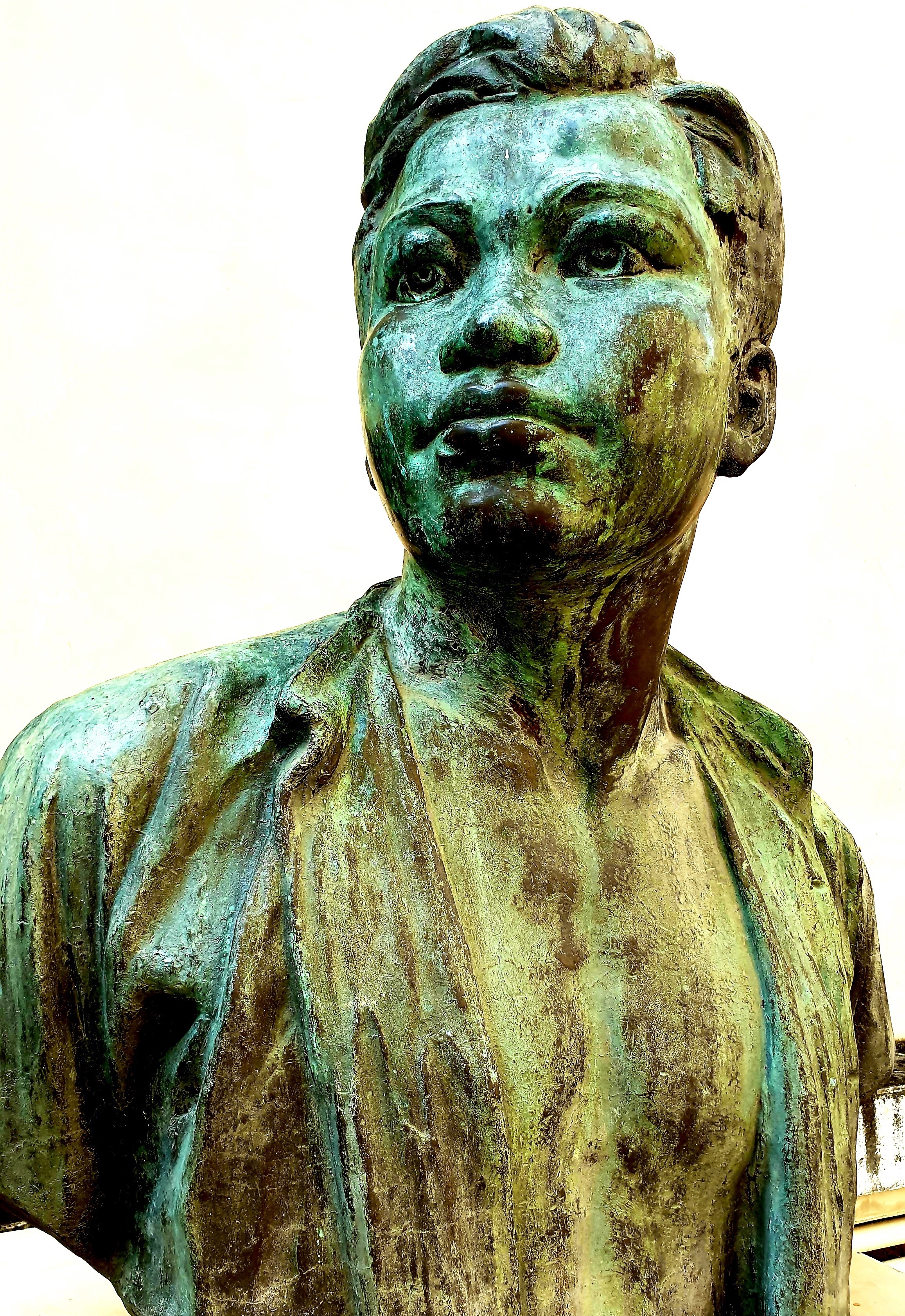
Tựợng đồng anh Lý Tự Trọng trong khuôn viên Bảo tàng Mỹ thuật Thành phố Hồ Chí Minh

Lý Tự Trọng (20 tháng 10 năm 1914 – 21 tháng 11 năm 1931) tên thật là Lê Hữu Trọng, còn được gọi là Huy là một trong những nhà cách mạng trẻ tuổi của Việt Nam.

## Tiểu sử
Ông sinh ngày 20 tháng 10 năm 1914  tại làng Bản Mạy, tỉnh Nakhon Phanom - Thái Lan. Quê gốc ông ở xã Thạch Minh, huyện Thạch Hà, tỉnh Hà Tĩnh. Cha ông là Lê Hữu Đạt, mẹ là Nguyễn Thị Sờm, đều là những Việt kiều sống ở Nakhon; họ gốc của ông vốn là Lê Hữu song đến đời ông thì được đặt thành Lê Văn. Ông có đông anh chị em gồm: Lê Văn Đại, Lê Văn Tăng, Lê Văn Năng, Lê Thị Sáu, Lê Thị Bảy,...
Năm 1923, chỉ mới 10 tuổi, Lý Tự Trọng được sang Trung Quốc học tập và hoạt động trong Hội Thanh niên Cách mạng đồng chí. Năm 1926, ông về nước hoạt động với nhiệm vụ thành lập đoàn Thanh niên Cộng sản Đông Dương và làm liên lạc cho Xứ ủy Nam Kỳ với Đảng Cộng sản Việt Nam.
Ngày 9 tháng 2 năm 1931, trong buổi kỷ niệm gặp mặt một năm cuộc khởi nghĩa Yên Bái tổ chức tại Sài Gòn, Lý Tự Trọng đã bắn chết viên mật thám Le Grand để bảo vệ diễn giả Phan Bôi đang diễn thuyết tại quảng trường Lareni. Tuy nhiên, sau đó ông đã bị bắt giam vào Khám Lớn và bị kết án tử hình ngày 21 tháng 11 năm 1931 khi mới 17 tuổi. Sự kiện này làm dấy lên một phong trào đấu tranh mạnh mẽ ở Khám Lớn khiến từ đó cai ngục tại đây luôn gọi Lý Tự Trọng là "Ông Nhỏ".

## Vinh danh
Nhà thờ Lý Tự Trọng được xây trên nền nhà tổ tiên của dòng họ Lê tại xã Việt Tiến, huyện Thạch Hà, tỉnh Hà Tĩnh. Lý Tự Trọng được Ban Bí thư Trung ương Đoàn Thanh niên Cộng sản Hồ Chí Minh công nhận là người Đoàn viên đầu tiên với tấm thẻ Đoàn viên danh dự số 1. Tên của ông đã được đặt cho tên của một giải thưởng của Trung ương Đoàn Thanh niên Cộng sản Hồ Chí Minh dành trao tặng cho thanh niên. Ngoài ra, tên ông cũng được đặt cho nhiều trường học và con đường ở Việt Nam.

## Câu nói
| “ | Tôi hành động không phải là không suy nghĩ. Tôi hiểu việc tôi làm. Tôi làm vì mục đích cách mạng. Tuy tôi chưa đến tuổi thành niên thật, nhưng tôi đủ trí khôn để hiểu rằng con đường của thanh niên chỉ có thể là con đường cách mạng và không thể là con đường nào khác. Tôi tin rằng nếu các ông suy nghĩ kỹ thì các ông cũng cần phải giải phóng dân tộc, giải phóng những người cần lao như tôi đã làm. | ” |

## Mộ phần
Theo thông tin của hội đồng hương Hà Tĩnh tại Thành phố Hồ Chí Minh, mộ của liệt sĩ Lý Tự Trọng "được tìm thấy tại công viên Lê Thị Riêng". Còn theo một số thông tin địa phương thì được tìm thấy dưới một ngôi nhà 3 tầng ở Thành phố Hồ Chí Minh, gần khu vực tìm thấy mộ cố tổng bí thư Trần Phú. 